# Керол (фільм)
«Керол» (англ. Carol) — британсько-американська романтична драма режисера Тодда Гейнса 2015 року з Кейт Бланшетт та Руні Мара у головних ролях. Сценарій написано на основі роману Патриції Гайсміт «Ціна солі». Прем'єра фільму відбулася 17 травня 2015, де він брав участь в основній конкурсній програмі 68-го Каннського кінофестивалю. Руні Мара отримала приз фестивалю за найкращу жіночу роль, розділивши його з французькою акторкою Еммануель Берко (за фільм «Мій король»).

## Сюжет
Нью-Йорк, 1952 рік. Дизайнерка Тереза Беліве (Руні Мара) працює в універмазі, куди одного дня заглянула забезпечена пані Керол Ейрд (Кейт Бланшетт) у пошуках різдвяного подарунка для своєї доньки. Тереза зачарована цією жінкою і починає усюди йти за Керол, чиє життя домогосподарки з передмістя таке ж рутинне, як і робота Терези. Жінки закохуються одна в одну і незабаром вирушають у подорож Сполученими Штатами, але чоловік Керол посилає за ними приватного детектива. Керол має зробити вибір між своєю донькою і коханою.

## У ролях
| Актор(ка)       |   | Роль              |
| --------------- | - | ----------------- |
| Кейт Бланшетт   | … | Керол Ейрд        |
| Руні Мара       | … | Тереза Беліве     |
| Сара Полсон     | … | Еббі              |
| Джейк Лесі      | … | Річард            |
| Джон Магаро     | … | Денні             |
| Корі Майкл Сміт | … | Томмі             |
| Кайл Чандлер    | … | Гердж Ейрд        |
| Керрі Браунстін | … | Женев'єва Кентріл |
| Джейн Гоудішелл | … | Рубі              |
| Кевін Краулі    | … | Фред Геймс        |

## Зйомки
У травні 2012 року було анонсовано, що Кейт Бланшетт та Міа Васіковська знімуться у фільмі «Керол» за романом Патриції Гайсміт, при цьому режисером стане Джон Кроулі. У травні 2013 року Джона Кроулі замінив Тодд Гейнс. У серпні стало відомо, що замість Мії Васіковської у фільмі буде зніматися Руні Мара.
Зйомки фільму почалися у березні 2014 року в Цинциннаті, Огайо та були завершені у квітні того ж року.

## Визнання

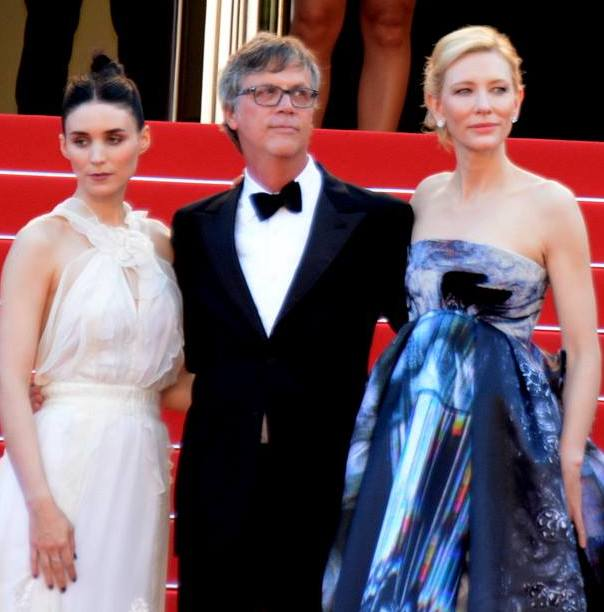
Руні Мара, Тодд Гейнс і Кейт Бланшетт на Каннському МКФ, 2015

| Нагороди та номінації фільму «Керол» | Нагороди та номінації фільму «Керол» | Нагороди та номінації фільму «Керол»         | Нагороди та номінації фільму «Керол»          | Нагороди та номінації фільму «Керол» | Нагороди та номінації фільму «Керол» |
| Рік                                  | Кінопремія / Кінофестиваль           | Категорія / Нагорода                         | Номінант                                      | Результат                            | Дж                                   |
| ------------------------------------ | ------------------------------------ | -------------------------------------------- | --------------------------------------------- | ------------------------------------ | ------------------------------------ |
| 2015                                 | Каннський кінофестиваль              | «Золота пальмова гілка»                      | «Керол»                                       | Номінація                            |                                      |
| 2015                                 | Каннський кінофестиваль              | Найкраща жіноча роль                         | Руні Мара (спільно з Еммануель Берко)         | Перемога                             |                                      |
| 2015                                 | Каннський кінофестиваль              | Queer Palm                                   | «Керол»                                       | Перемога                             |                                      |
| 2015                                 | Кінопремія «Готем»                   | Найкращий фільм                              | «Керол»                                       | Номінація                            | [ 11 ]                               |
| 2015                                 | Кінопремія «Готем»                   | Найкращий сценарій                           | Філліс Нейджі                                 | Номінація                            | [ 11 ]                               |
| 2015                                 | Кінопремія «Готем»                   | Найкраща акторка                             | Кейт Бланшетт                                 | Номінація                            | [ 11 ]                               |
| 2015                                 | Спільнота кінокритиків Нью-Йорка     | Найкращий фільм                              | «Керол»                                       | Перемога                             | [ 12 ]                               |
| 2015                                 | Спільнота кінокритиків Нью-Йорка     | Найкращий режисер                            | Тодд Гейнс                                    | Перемога                             | [ 12 ]                               |
| 2015                                 | Спільнота кінокритиків Нью-Йорка     | Найкращий сценарій                           | Філліс Нейджі                                 | Перемога                             | [ 12 ]                               |
| 2015                                 | Спільнота кінокритиків Нью-Йорка     | Найкраща операторська робота                 | Едвард Лахман                                 | Перемога                             | [ 12 ]                               |
| 2016                                 | Премія «Золотий глобус»              | Найкращий фільм — драма                      | «Керол»                                       | Номінація                            | [ 13 ]                               |
| 2016                                 | Премія «Золотий глобус»              | Найкращий режисер — кінофільм                | Тодд Гейнс                                    | Номінація                            | [ 13 ]                               |
| 2016                                 | Премія «Золотий глобус»              | Найкраща жіноча роль у кінофільмі — драма    | Кейт Бланшетт                                 | Номінація                            | [ 13 ]                               |
| 2016                                 | Премія «Золотий глобус»              | Найкраща жіноча роль у кінофільмі — драма    | Руні Мара                                     | Номінація                            | [ 13 ]                               |
| 2016                                 | Премія «Золотий глобус»              | Найкращий оригінальний саундтрек — кінофільм | Картер Бьорвелл                               | Номінація                            | [ 13 ]                               |
| 2016                                 | Премія БАФТА                         | Найкращий фільм                              | Елізабет Карлсен, Крістін Вачон, Стівен Вуллі | Номінація                            | [ 14 ] [ 15 ]                        |
| 2016                                 | Премія БАФТА                         | Найкращий режисер                            | Тодд Гейнс                                    | Номінація                            | [ 14 ] [ 15 ]                        |
| 2016                                 | Премія БАФТА                         | Найкраща жіноча роль                         | Кейт Бланшетт                                 | Номінація                            | [ 14 ] [ 15 ]                        |
| 2016                                 | Премія БАФТА                         | Найкраща жіноча роль другого плану           | Руні Мара                                     | Номінація                            | [ 14 ] [ 15 ]                        |
| 2016                                 | Премія БАФТА                         | Найкращий адаптований сценарій               | Філліс Надж                                   | Номінація                            | [ 14 ] [ 15 ]                        |
| 2016                                 | Премія БАФТА                         | Найкраща операторська робота                 | Едвард Лекмен                                 | Номінація                            | [ 14 ] [ 15 ]                        |
| 2016                                 | Премія БАФТА                         | Найкраща робота художника-постановника       | Джуді Бекер, Хезер Лоффлер                    | Номінація                            | [ 14 ] [ 15 ]                        |
| 2016                                 | Премія БАФТА                         | Найкращий дизайн костюмів                    | Сенді Павелл                                  | Номінація                            | [ 14 ] [ 15 ]                        |
| 2016                                 | Премія БАФТА                         | Найкращий грим і зачіска                     | Джеррі ДеКарло, Патриція Ріган                | Номінація                            | [ 14 ] [ 15 ]                        |
| 2016                                 | Премія «Оскар»                       | Найкраща акторка в головній ролі             | Кейт Бланшет                                  | Номінація                            | [ 16 ] [ 17 ]                        |
| 2016                                 | Премія «Оскар»                       | Найкраща акторка в ролі другого плану        | Руні Мара                                     | Номінація                            | [ 16 ] [ 17 ]                        |
| 2016                                 | Премія «Оскар»                       | Найкращий адаптований сценарій               | Філліс Нейджі                                 | Номінація                            | [ 16 ] [ 17 ]                        |
| 2016                                 | Премія «Оскар»                       | Найкраща операторська робота                 | Едвард Лахман                                 | Номінація                            | [ 16 ] [ 17 ]                        |
| 2016                                 | Премія «Оскар»                       | Найкращий дизайн костюмів                    | Сенді Павелл                                  | Номінація                            | [ 16 ] [ 17 ]                        |
| 2016                                 | Премія «Оскар»                       | Найкраща оригінальна музика до фільму        | Картер Бьорвелл                               | Номінація                            | [ 16 ] [ 17 ]                        |
| 2016                                 | GLAAD Media Awards                   | Видатний фільм — Широкий прокат              | «Керол»                                       | Перемога                             | [ 18 ]                               |

У березні 2016 року фільм очолив рейтинг 30-ти найвидатніших ЛГБТ-фільмів усіх часів, складений за результатами опитування понад 100 кіноекспертів до 30-річного ювілею Лондонського ЛГБТ-кінофестивалю BFI Flare.